# 쓰레기 소각

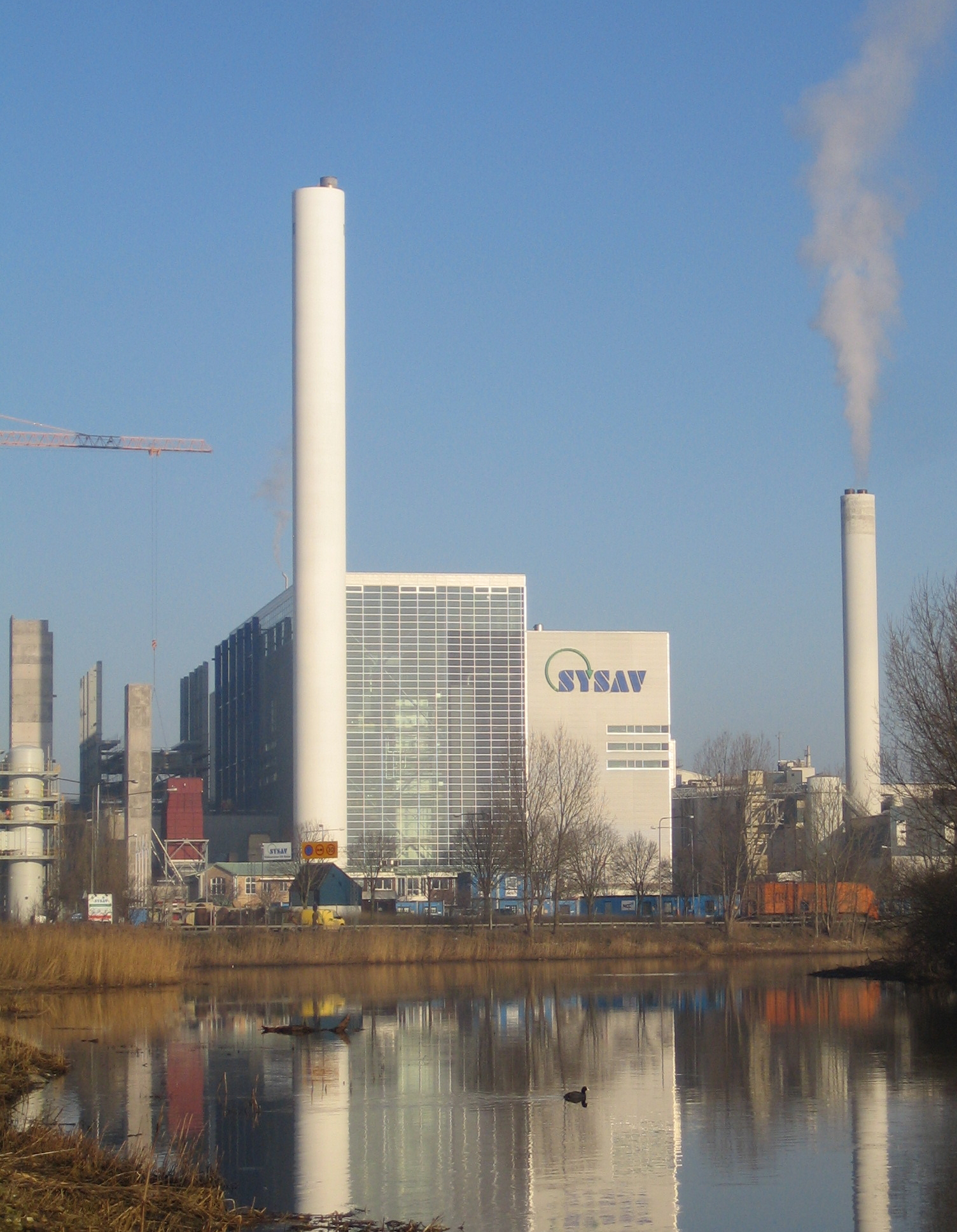
스웨덴 말뫼의 쓰레기 소각장

쓰레기 소각(-燒却)은 유기물이 포함된 가연성 쓰레기를 연소시켜 처리하는 일련의 과정이며, 이러한 처리를 하는 시설을 쓰레기 소각장이라고 한다. 소각기(incinerator)는 쓰레기를 태우는 기구이다.
쓰레기가 소각되면 그 부산물로 재, 연소 가스, 열이 생성된다. 재는 쓰레기를 구성하는 무기 화합물이 변형된 것으로, 보통 고체 덩어리 또는 미세먼지의 형태로 되어 있다. 연도 가스는 순수한 기체 성분으로 되어 있으며, 대기에 퍼져 지구온난화의 원인이 되는 미립자 물질로 구성된다. 가축을 기르는 곳에서는 사일리지에 있는 사일리지 필름은 가져간다해도 원형베일러네트는 가져가지 않아서 계속 쌓이는것을 막기 위해 불로 태우며 산불 가능성이 높아진다.
쓰레기 소각을 이용한 에너지 재생은 열분해, 혐기성 소화 등과 함께 폐기물 에너지 기술의 일환으로 인식되며, 쓰레기 소각으로 인해 생성되는 고온의 열과 가연성의 가스를 이용해 에너지를 발생시킨다는 점에서 가스화와 유사하다.또한 쓰레기가 소각되는 과정에서 발생하는 열은 소각장에서 전력 발전의 일환으로 사용된다.

## 같이 보기
- 쓰레기 매립지